# Julien Massip
Pour les articles homonymes, voir Massip.
Julien Massip (1865-1927) est un pasteur protestant français.

## Biographie
Né le 5 mars 1865 à Codognan, Jules Julien Massip est le fils de Jules Massip (d), négociant à Calvisson, et de Madeleine Massip (d).
Ayant entrepris des études à la faculté de théologie protestante de Montauban, il y soutient en 1888 une thèse de baccalauréat sur le style du prédicateur Pierre du Moulin.
Envoyé à Aimargues en remplacement de Louis Fosse (d), il y officie pendant trente-sept ans. Il dessert également le temple d'Aigues-Mortes, où en 1897 il participe à l'inauguration d'un temple. En 1913, il y héberge l'assemblée annuelle de la Société de l'histoire du protestantisme français.
Versé dans l'histoire protestante, il conserve les Prisonnières huguenotes à la tour de Constance de Jeanne Lombard. Surtout, il s'intéresse à la croix huguenote, à laquelle il consacre une étude. Il dessine et grave de nouvelles déclinaisons de cette croix (« missionnaire », « de la paix », « supplémentaire », etc.) pour les vendre au profit de l'Église réformée. Il développe également des instructions précises sur la façon de la porter. Soutenue par Émile Doumergue ou le musée du Désert, elle connaît néanmoins peu de succès, ce qui s'explique probablement selon Patrick Cabanel par sa ressemblance avec la croix catholique ou avec des décorations militaires.

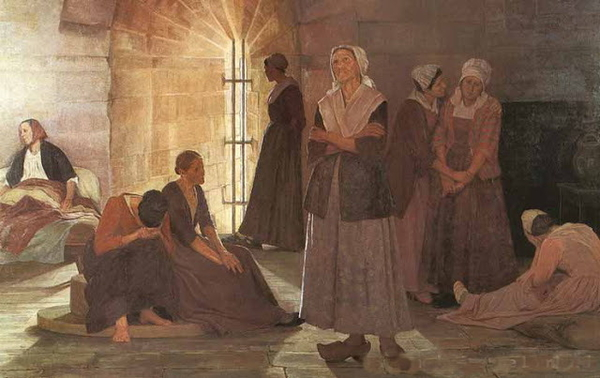
Le tableau de Jeanne Lombard.

Il meurt le 26 mars 1927 à Aimargues,.

### Vie personnelle
Il épouse Alice Roger (d), fille de pasteur.

## Ouvrages
- Un vieux prédicateur huguenot, essai sur les sermons de Pierre Du Moulin, Montauban, Massip, 1888 (BNF 30903524).
- Fidélité et Progrès : la croix huguenote d'après guerre, étude de symbolisme religieux, Aimargues, chez l'auteur, 1924 (BNF 30903523).